# Orumcekia subsigillata
Orumcekia subsigillata là một loài nhện trong họ Agelenidae.
Loài này thuộc chi Orumcekia. Orumcekia subsigillata được Jia-Fu Wang miêu tả năm 2003.